# Josep Lluís i Cortés
Josep Lluís i Cortés (Badalona, Barcelona, 13 de diciembre de 1937-4 de octubre de 2018) fue un baloncestista español de los años 1950 y 1960, y posteriormente entrenador de baloncesto. Fue desde 1986 el presidente de la Asociación Catalana de Entrenadores de Baloncesto. Además, fue también vicepresidente de la Federación Catalana de Baloncesto desde 1998, y vicepresidente de la Asociación Española de Entrenadores de Baloncesto desde 1987.

## Carrera deportiva
Como jugador destacó en la posición de base (medio centro, como se denominaba en la época). Jugó 13 años en la máxima categoría del baloncesto español: en el Círcol Catòlic de Badalona, Orillo Verde, Real Madrid y Club Joventut de Badalona. Sus máximos éxitos como jugador los logró militando en el Real Madrid con el que, en cuatro temporadas, conquistó tres Ligas españolas, cuatro Copas de España y fue dos veces finalista de la Copa de Europa. Posteriormente, en el Club Joventut de Badalona, sumaría otra Liga y otra Copa a su palmarés.
Fue 118 veces internacional con la Selección de baloncesto de España, siendo el primer jugador español que llegó a los cien partidos internacionales con la selección. Con la selección participó en los Juegos Mediterráneos de 1959, en los que España consiguió la medalla de plata, y en los Juegos Olímpicos de Roma 1960, los primeros en los que participó la Selección de baloncesto de España.

## Trayectoria como jugador
- Círcol Catòlic de Badalona: 1947-1956.
- Orillo Verde: 1956-1958.
- Real Madrid: 1958-1962.
- Club Joventut de Badalona: 1962-1969.

## Palmarés como jugador

### Títulos internacionales de Selección
- Medalla de plata en los Juegos Mediterráneos de 1959, con la Selección de baloncesto de España.

## Palmarés como jugador

### Real Madrid
- 3 Liga Española: (1960, 1961, 1962).
- 3 Copas del Rey: (1960, 1961, 1962).

### Joventut
- 1 Liga Española: (1967).
- 1 Copas del Rey: (1969).

### Distinciones personales
- Premio COI al "Mejor jugador" de la Liga española del año 1957.
- 2 veces elegido "Mejor deportista de Badalona".

## Trayectoria como entrenador
- Círcol Catòlic de Badalona: 2 temporadas.
- Club Joventut de Badalona: 7 temporadas.
- RCD Español: 1 temporada como entrenador y 2 como director general deportivo.
- CN Sabadell: 4 años director general.
- Selección femenina de baloncesto de España: 2 años entrenador.
- Selección de baloncesto de España: 20 años segundo entrenador, ayudante de Antonio Díaz-Miguel.
- Selección de baloncesto de España Universitaria: cuatro veces seleccionador.

## Palmarés como entrenador
Como segundo entrenador de la Selección de baloncesto de España, ayudante de Antonio Díaz-Miguel, participó en la consecución de los siguientes éxitos:
- Juegos Olímpicos: Medalla de Plata en Los Ángeles 1984 y cuarta posición en Moscú 1980.
- Campeonato mundial de baloncesto: Cuarta posición en Cali 1982.
- Eurobasket: 2 medallas de plata (Barcelona 1973 y Nantes 1983) y una medalla de bronce (Roma 1991).

## Consideraciones personales
- 4 medalla de plata al mérito deportivo, del Consejo Superior de Deportes de España.
- Medalla de plata al Mérito deportivo de la Ciudad de Badalona.
- Medalla de plata al Mérito deportivo de la Diputación de Barcelona.
- Medalla de plata al Mérito deportivo de la Federación Española de Baloncesto.
- Medalla de plata al Mérito deportivo de la Federación Catalana de Baloncesto.
- Insignia de oro y brillantes de la Federación Española de Baloncesto.
- Insignia de oro y brillantes de la Federación Catalana de Baloncesto.
- Insignia de oro y brillantes de la Federación Española de Baloncesto.
- Insignia de oro y brillantes del Real Madrid.
- Insignia de oro y brillantes del Club Joventut de Badalona.
- Insignia de oro del Club Bàsquet Olesa.
- Insignia de oro del Club La Salle Mahón.
- Insignia de oro de la Asociación de Clubs de Baloncesto (ACB).
- Medalla Olímpica del Ayuntamiento de Barcelona.
- Aguja de corbata de oro y brillantes de la FIBA.
- Aguja de corbata de oro y brillantes del Club Joventut de Badalona.
- Aguja de corbata de oro y brillantes de la Federación Española de Baloncesto.
- Premio Raimundo Saporta 2003 a la dedicación al baloncesto de la Asociación Española de Entrenadores de Baloncesto (AEEB).